# Шафик, Ахмед
Ахмед (Ахмад) Мухаммед Шафик (араб. احمد محمد شفيق‎; род. 25 ноября 1941, Каир) — египетский политический и военный деятель, премьер-министр Египта с 29 января 2011 года (оставался в должности и с 11 февраля по 3 марта 2011 года, но в качестве временно исполняющего обязанности). Ранее занимал посты главнокомандующего ВВС Египта (1996—2002) и министра гражданской авиации (2002—2011). Магистр военных наук, PhD в области освоения космоса. Маршал авиации.

## Биография
В 1961 году, после окончания Военно-воздушной академии, поступил на службу в ВВС Египта. В Шестидневной войне (1967), Войне на истощение (1967—1970) и Войне Судного дня (1973) Шафик был пилотом военной авиации и служил под командованием Хосни Мубарака. За время службы пилотировал боевые самолёты МиГ-17, МиГ-21 и Мираж 2000. По некоторым сведениям, во время службы Шафик сбил два израильских самолёта. В 1984—1986 годах был военным атташе египетского посольства в Италии, в 1991—1996 годах — начальником штаба ВВС. Его продвижению по служебной лестнице активно содействовал Мубарак. В 1996 году был назначен командующим ВВС Египта, в 2002 году — министром гражданской авиации. Под его руководством была произведена модернизация национальной авиакомпании EgyptAir, а также была улучшена инфраструктура аэропортов.
29 января 2011 года Хосни Мубарак назначил Шафика премьер-министром Египта. После отставки Мубарака 11 февраля 2011 года Шафик формально остался на посту премьер-министра в качестве временно исполняющего обязанности вплоть до следующих выборов. Более того, он был включён в состав временно взявшего власть в свои руки Высшего совета Вооружённых сил. 3 марта 2011 года Шафик был отправлен в отставку под давлением общественности.
В 2012 году Шафик выдвинул свою кандидатуру на выборах президента Египта, хотя изначально предполагалось, что ему как стороннику Мубарака должно быть запрещено выдвигать свою кандидатуру. 23—24 мая занял второе место после Мохаммеда Морси, набрав 23,66 % голосов, и вышел во второй тур. Его выход во второй тур вызвал недовольство многих египтян из-за его тесных связей с Мубараком — так, его штаб-квартира подверглась неоднократным атакам.